# Chucho Ramos
Jesús Manuel Ramos García (Maturín, 12 de abril de 1918 - Caracas, 2 de septiembre de 1977), también conocido como Chucho, fue un beisbolista venezolano que se desempeñó como outfielder y primera base. En las Grandes Ligas solo jugó durante 1944 con los Cincinnati Reds.

## Carrera
Ramos se convirtió en el tercer jugador en la historia en pasar a las Grandes Ligas sin tener una experiencia en ligas menores, siendo los primeros Ted Lyons (1923) y Alejandro Carrasquel (1939). También fue el segundo venezolano en participar en las Grandes Ligas, tras Alejandro Carrasquel.
Ramos fue un jugador muy defensivo, pero problemas en su espalda acortaron su carrera. Realizó su debut en Grandes Ligas el 7 de mayo de 1944 en la Liga Nacional con los Rojos de Cincinnati, bateando de 3-4, incluyendo un doble, ante Max Lanier de los Cardenales de San Luis. Actuó como jardinero derecho y séptimo en el orden al bate en el encuentro que se disputó en el estadio Sportsman’s Park.
En su corta pasantía con Cincinnati, Ramos se fue de 5-10 con un promedio al bate de .500.
En la Liga Venezolana de Béisbol Profesional, Ramos jugó durante 11 temporadas (1946-1956), para los Navegantes del Magallanes, promediando .270, con 418 imparables, 12 cuadrangulares, 202 carreras anotadas y 162 carreras impulsadas. Obtuvo seis campeonatos y en tres oportunidades bateó sobre .300,con una marca personal de .350 puntos. Previamente, había sido figura estelar en la Primera División, la pelota semi profesional que se disputó hasta 1945, en Venezuela.
Considerado como parte de los “Héroes del 41”, por parte de la selección de Venezuela que se tituló campeón en la IV Serie Mundial Amateur celebrada en La Habana, Cuba, en 1941.
Fue homenajeado como miembro del Salón de la Fama, Clase 2009 del Beisbol Venezolano, y también fue exaltado en el pabellón de las máximas figuras de los Navegantes, en Valencia
Ramos murió de una insuficiencia respiratoria en Caracas, Venezuela, a la edad de 59 años.